# Die Reklamation
 (novembre 2017).
Si vous disposez d'ouvrages ou d'articles de référence ou si vous connaissez des sites web de qualité traitant du thème abordé ici, merci de compléter l'article en donnant les références utiles à sa vérifiabilité et en les liant à la section « Notes et références ».
Albums de Wir sind Helden
Guten Tag (EP)
(2002) Von hier an blind
(2005)
Singles
1. Guten Tag
Sortie : 3 février 2003
2. Müssen Nur Wollen
Sortie : 12 mai 2003
3. Aurélie
Sortie : 15 septembre 2003
4. Denkmal
Sortie : 19 janvier 2004

Die Reklamation est le premier album du groupe de rock et pop rock allemand Wir sind Helden, sorti en juillet 2003 chez Labels, une filiale d'EMI.

## Présentation
Quatre singles sont édités : Guten Tag, Müssen nur wollen, Aurélie et Denkmal.
En 2004, une nouvelle version de l'album avec une pochette rouge est publiée. Cette édition limitée comprend les clips vidéo officiels des quatre singles et deux courts métrages sur le groupe.
L'album se classe 2e dans les charts en Allemagne, 3e en Autriche et 38e en Suisse,.
Depuis 2007, il est certifié 5 × disque d'or en Allemagne, par la BVMI.
Die Reklamation fait suite à Kamikazefliege, l'album solo autoproduit de la chanteuse Judith Holofernes, dans lequel sont déjà inclus deux des titres de cet album Aurélie et Außer dir.

## Liste des titres
Toutes les chansons sont écrites et composées par Jean-Michel Tourette, Judith Holofernes, Mark Tavassol, Pola Roy (Wir sind Helden).
| 1.    | Ist das so?                            | 3:04  |
| 2.    | Rüssel an Schwanz                      | 4:54  |
| 3.    | Guten Tag                              | 3:36  |
| 4.    | Denkmal                                | 3:18  |
| 5.    | Du erkennst mich nicht wieder          | 4:56  |
| 6.    | Die Zeit heilt alle Wunder             | 4:10  |
| 7.    | Monster                                | 3:49  |
| 8.    | Heldenzeit                             | 4:24  |
| 9.    | Aurélie                                | 3:33  |
| 10.   | Müssen nur wollen                      | 3:36  |
| 11.   | Außer dir                              | 3:42  |
| 12.   | Die Nacht                              | 4:19  |
|       | 'Vidéo bonus - Édition augmentée'      |       |
| 13.   | Wir sind's, Helden (Die Dokumentation) | 16:48 |
| 64:08 |                                        |       |

| 1. | Wir Sind's Helden (Die Dokumentation, Die Aufgemotzte Version) | 41:18 |
| 2. | Die Zeit Heilt Alle Wunder (court métrage)                     | 9:43  |
|    | 'Tous les clips vidéo'                                         |       |
| 3. | Guten Tag (Die Reklamation)                                    | 3:39  |
| 4. | Müssen Nur Wollen                                              | 4:07  |
| 5. | Aurélie                                                        | 3:26  |
| 6. | Denkmal                                                        | 3:16  |

## Crédits
| - Judith Holofernes : guitare, chant - Jean-Michel Tourette : guitare, claviers - Pola Roy : batterie - Mark Tavassol : basse | - Production, mixage – Patrik "El Pattino" Majer - Enregistrement – Patrik "El Pattino" Majer assisté de Dirk Heinrich - Mastering – Michael Schwabe - Programmation (CD) – Katy Matthies - Photographie – Foto Sahin, Gerald Von Foris - Artwork – Kasi@Gosub |